# 藤田実 (英文学者)
藤田 実（ふじた みのる、1933年10月21日 - ）は、英文学者。シェイクスピア専攻。大阪大学名誉教授。

## 経歴
1974年、大阪大学大学院英文科博士課程を学位論文『英国ルネッサンス期パジェントリのシェイクスピア史劇にたいする影響』を提出して修了。文学博士号を取得。
卒業後は、大阪大学言語文化部教授。1996年に大阪大学を退任し、名誉教授となった。その後は関西大学教授として教鞭をとった。

## 受賞・栄典
- 2013年4月：瑞宝中綬章を受章[2]。

## 著作
著書
- Pageantry and Spectacle in Shakespeare,Tokyo, Rennaissance Institute（ルネッサンス研究所）, 1982

編著
- 『文学における悪』松村昌家と共編, 南雲堂, 1981年
- 『ことばの世界』平田達治と共編, 大修館書店, 1985年
- 『図像のちからと言葉のちから：イギリス・ルネッサンスとアメリカ・ルネッサンス』入子文子と共編, 大阪大学出版会, 2007年

翻訳・注解
- 『シェイクスピア史劇』1,クリフォード・リーチ著, 研究社出版, 1971年
- 『世界劇場』フランセス・イエイツ著, 晶文社, 1978年
- 『シェイクスピア最後の夢』フランセス・イエイツ著, 晶文社, 1980年
- 『テンペスト』シェイクスピア作, 大修館書店(大修館シェイクスピア双書), 1990年